# Сенат Австралии
Австралийский Сенат (англ. Senate) — верхняя палата австралийского парламента.
В Сенате каждый из 6 штатов государства представлен 12 сенаторами, а каждая территория — двумя. Выборы в Сенат проходят по партийным спискам. Сенаторы избираются на 6 лет. Каждые три года переизбирается половина Сената. Сенаторы от территорий избираются на половину обычного срока, то есть на три года.
Срок исполнения полномочий у сенаторов фиксированный — с 1 июля по 30 июня. В то же время выборы в Сенат проводятся одновременно с выборами в Палату представителей, и поскольку вновь избранные сенаторы могут занять своё место лишь 1 июля, то какое-то время Палате представителей нового состава приходится работать с сенаторами старого состава, проигравшими выборы.
По Конституции разрешается изменять число сенаторов — при этом каждый из первоначальных штатов должен сохранять равное представительство и иметь не менее 6 сенаторов. Это положение не касается вновь принятых штатов и территорий. В соответствии с парламентским актом 1973 года, Австралийская Столичная Территория и Северная Территория избирают по два сенатора.
При этом до 1949 года каждый штат избирал по 6 сенаторов; с 1949 года по десять; с 1984 года — по двенадцать.

## Особенности
Австралийский Сенат был создан в соответствии с Конституционным актом Австралийского Содружества (en:Commonwealth of Australia Constitution Act) от 1900 года как один из важнейших элементов системы управления Австралии как федеративного государства. Уникальной характеристикой Австралийского Сената, отличающей его от верхних палат парламентов остальных государств, входивших в Вестминстерскую систему, является то, что он представляет собой не рудиментарный орган, обладающий ограниченными функциями в структуре законодательной власти, а орган, играющий активную роль в законодательном процессе. Частично его функции соответствуют функциям Сената США. Такая структура была предложена для повышения роли малонаселённых сельскохозяйственных штатов в федеральном парламенте.
Премьер-министр Австралии, согласно Конституции, является членом нижней палаты парламента — Палаты представителей — но министры его кабинета могут быть членами как нижней, так и верхней палаты, при этом обе палаты имеют практически равные законодательные полномочия. В частности, это вызвано желанием малонаселённых сельских штатов иметь возможность отстаивать свои интересы так же, как это могут делать депутаты в Палате представителей.
Австралийский Сенат, как и многие иные верхние палаты парламентов, призван обеспечивать равное представительство регионов в целом — и, в силу этого, например, Тасманию с населением 450 тыс. представляет столько же сенаторов, как и Новый Южный Уэльс, где проживает 6 млн. В то же время внутри каждого региона выборы сенаторов проходят по пропорциональной системе, в результате чего Сенат обычно с политической точки зрения гораздо шире представляет политический спектр предпочтений избирателей, чем Палата представителей, которая практически является двухпартийным органом. Сенаторы шире представляют население и с точки зрения места проживания, возраста и интересов — и потому этот орган менее политизирован в своём подходе к законодательному процессу.
Каждый вновь избранный парламентарий (сенатор или член Палаты представителей), вступая в должность, в соответствии с гл. 42 конституции Австралии обязан принести присягу (англ. oath) или заявление (affirmation) о верности правящему в данный момент британскому монарху и его/её наследникам и правопреемникам, поскольку король или королева Великобритании является, согласно конституции, главой австралийского государства.

## Партийное представительство
В 2005 году в Сенате были представлены следующие политические партии:
- Австралийские демократы — Australian Democrats
- Австралийские зелёные — Australian Greens
- Австралийская лейбористская партия — Australian Labor Party
- Семья прежде всего — Family First Party
- Либеральная партия Австралии — Liberal Party of Australia
- Национальная партия Австралии — National Party of Australia
- Аграрная либеральная партия — Country Liberal Party

В прошлом в Сенате также были представлены Демократическая лейбористская партия (Democratic Labor Party), Партия одной нации (One Nation Party) и Партия ядерного разоружения (Nuclear Disarmament Party).
По результатам выборов 2004 правящая либерально-национальная коалиция получила большинство в Сенате так же, как и в Палате представителей:
- Либеральная партия Австралии — 33
- Национальная партия Австралии — 5
- Аграрная либеральная партия — 1
- Австралийская лейбористская партия — 28
- Австралийские демократы — 4
- Австралийские зелёные — 4
- Семья прежде всего — 1